# Oleh Myronets
Oleh Myronets (né le 29 mai 1998) est un athlète ukrainien, spécialiste du 800 m.
Lors des Jeux européens de 2019 à Minsk, il remporte en demi-finale le relais 4 x 400 m mixte, en 3 min 16 s 65, nouveau record national de cette épreuve de relais mixte. Toujours avec l’équipe d’Ukraine, il remporte également la médaille d’or par équipes lors de la finale de ces Jeux européens, en étant classé cette fois 2e de l’épreuve du relais 4 x 400 m mixte en 3 min 19 s 28.